# Wim Corpeleijn
Wim Corpeleijn is een voormalig Nederlands honkballer.
Corpeleijn begon zijn honkballoopbaan bij Neptunus waar zijn broer Hans Corpeleijn ook voor uitkwam. In 1958 ging hij spelen voor Sparta, ook in Rotterdam, waar hij in totaal vijf jaar voor zou uitkomen. Met Sparta werd Corpeleijn eenmaal landskampioen: in 1963, Tevens speelde hij in 1963 een keer in het Nederlands honkbalteam